# Ohanapecosh Comfort Station No. O-303
L'Ohanapecosh Comfort Station No. O-303 est un bâtiment abritant des toilettes publiques dans le comté de Lewis, dans l'État de Washington, aux États-Unis. Situé au sein du parc national du mont Rainier, il est lui-même inscrit au Registre national des lieux historiques depuis le 13 mars 1991.